# 14872 Hoher List
14872 Hoher List este un asteroid din centura principală de asteroizi.

## Descriere
14872 Hoher List este un asteroid din centura principală de asteroizi. A fost descoperit pe 23 octombrie 1990 la Hoher List de Eric Walter Elst. Asteroidul prezintă o orbită caracterizată de o semiaxă mare de 2,42 ua, o excentricitate de 0,21 și o înclinație de 2,0° în raport cu ecliptica.